# Port lotniczy Bardera
Port lotniczy Bardera (kod IATA: BSY, kod ICAO: HCMD) – lotnisko obsługujące miasto Baardheere.